# Kościół Niepokalanego Poczęcia Najświętszej Maryi Panny w Starowicach Dolnych
Kościół Niepokalanego Poczęcia Najświętszej Maryi Panny – rzymskokatolicki kościół filialny w miejscowości Starowice Dolne (województwo opolskie). Świątynia należy do parafii Apostołów Szymona i Judy Tadeusza w Jędrzejowie w dekanacie Grodków, diecezji opolskiej. Dnia 25 maja 1964 roku, pod numerem 899/64 kościół został wpisany do rejestru zabytków województwa dolnośląskiego.

## Historia kościoła
Kościół został wybudowany w 1800 roku.